# Samuel Boden

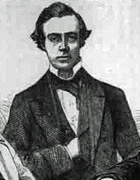
Samuel Standidge Boden

Samuel Standidge Boden (* 4. April 1826 in Hull; † 13. Januar 1882 in London) war ein englischer Schachmeister.

## Erfolge
Samuel Boden gehörte in den 1850er und 1860er Jahren, zu Zeiten Adolf Anderssens und Howard Stauntons, zu den besten Schachspielern Englands. Als 1851 in London das erste Schachturnier mit internationaler Beteiligung ausgetragen wurde, spielte Boden im sogenannten London Provincial Tournament, einem Nebenturnier, das Spielern aus Großbritannien und Irland vorbehalten war. Beide Turniere wurden im K.-o.-System durchgeführt, Boden gewann das Finale über drei Partien gegen Reverend Charles Edward Ranken. 1857 belegte Boden hinter dem Ungarn Johann Jacob Löwenthal in Manchester den zweiten Platz. Ein Jahr später gewann er einen Wettkampf gegen seinen Landsmann John Owen mit 7:2 Gewinnpartien (bei 2 Remis).
Auf den Amerikaner Paul Morphy, der während seines Aufenthaltes in Europa, 1858 bis 1859, die Schachszene dominierte, traf Boden zweimal: im Sommer 1858 verlor er in London von 10 gespielten Partien sechs, während er eine gewann und drei Remis erzielte. Im Jahr darauf gehörte er neben T. W. Barnes, Löwenthal, de Rivière und Bird zu einer Auswahl von fünf Meistern, gegen die Morphy in einem Simultanwettkampf antrat, die Partie zwischen den beiden endete unentschieden.
Nach Berechnungen seiner historischen Elo-Zahl erreichte Boden seine höchste Wertungszahl von 2492 im Oktober 1860, im Juli desselben Jahres belegte er Rang 12 in der Welt.

## Verschiedenes
Samuel Boden komponierte einige Schachaufgaben. Nach ihm ist das Boden-Matt benannt, ein Mattmotiv, das 1853 in seiner Partie gegen R. Schulder vorkam. Zusammen mit Lionel Kieseritzky ist er zudem Namensgeber des Boden-Kieseritzky-Gambits, eines Gambits in einer Variante der Russischen Partie (1. e2–e4 e7–e5 2. Sg1–f3 Sg8–f6 3. Lf1–c4 Sf6xe4 4. Sb1–c3).
Im Jahr 1851 veröffentlichte Boden das Buch A Popular Introduction to the Study and Practice of Chess (Charles S. Skeet, London 1851). Von 1858 bis 1872 führte er die Schachspalte in der Zeitung The Field. Neben dem Schachspiel lagen Bodens Interessen in der Kunst, er war Kunstkritiker und malte selbst Bilder. Über 100 Jahre nach seinem Tod wurden Aquarelle Bodens auf Auktionen zum Kauf angeboten.

## George Alcock MacDonnell – Samuel Boden
|   | a | b | c | d | e | f | g | h |   |
| 8 |   |   |   |   |   |   |   |   | 8 |
| 7 |   |   |   |   |   |   |   |   | 7 |
| 6 |   |   |   |   |   |   |   |   | 6 |
| 5 |   |   |   |   |   |   |   |   | 5 |
| 4 |   |   |   |   |   |   |   |   | 4 |
| 3 |   |   |   |   |   |   |   |   | 3 |
| 2 |   |   |   |   |   |   |   |   | 2 |
| 1 |   |   |   |   |   |   |   |   | 1 |
|   | a | b | c | d | e | f | g | h |   |

Stellung nach 20. La3–c5
Eine schöne Kombination gelang Samuel Boden 1869 in seiner Partie gegen den irischen Reverend George Alcock MacDonnell (1830–1899). Nach einer für MacDonnell (Weiß) ungünstig verlaufenen Eröffnungsphase, einer Art Evans-Gambit ohne die Züge Sg1–f3 und Sb8–c6 (1. e2–e4 e7–e5 2. Lf1–c4 Lf8–c5 3. b2–b4?!), wurde die abgebildete Diagrammstellung erreicht. Boden hat seine Figuren voll entwickelt und eine dominante Zentralstellung eingenommen. MacDonnells Figuren sind schlecht koordiniert, sein König steht unsicher und klemmt den Königsturm ein. Boden nutzt den letzten, fehlerhaften Zug 20. La3–c5 durch ein kraftvolles Damenopfer aus, was zur entscheidenden Linienöffnung führt.:
20. … Dd5xf3!
Will Weiß keine Figur bei hoffnungsloser Stellung verlieren, muss er das Opfer annehmen und seine Königsstellung entscheidend schwächen.
21. g2xf3 Lf5–h3+
22. Kf1–g1 Te8–e6
Der entscheidende Zug, es droht unmittelbar der Turmschwenk nach g6 mit Matt.
23. Da4–c2
Der einzige Zug, MacDonnell muss das Feld g6 überdecken, um gegebenenfalls die Dame zurückzugeben. Boden hätte nun mit dem eleganten Zug 23. … Sc6–e5! die Partie sofort beenden können: Es droht Se5xf3 matt, Nehmen des Springers mittels d4xe5 scheitert an Td8xd1+, was die Dame von g6 ablenkt und nach Dc2xd1 Te6–g6# zum Matt führt, auf 24. Dc2–e4 folgt Te6–g6+ 25. De4xg6 Se5xf3 matt. Boden entschließt sich zu einem weiteren Opfer, das auf denselben Motiven gründet:
23. … Td8xd4
Droht Ablenkung der Dame nach Td4xd1+
24. Lc5xd4 Sc6xd4
Es droht wieder das Springermatt auf f3, auf Td1xd4 folgt das Grundreihenmatt Te6–e1#, auf die Deckung des Bauern f3 mittels Dc2–d3 kann Sd4–e2+ und Te6–g6# folgen oder umgekehrt. MacDonnell gab die Partie auf.

## Werke
- A Popular Introduction to the Study and Practice of Chess, London 1851